# Brian Viglione
Brian Viglione (nascido em 16 de maio de 1979 em Greenville, New Hampshire ) é um baterista americano mais conhecido por seu trabalho com The Dresden Dolls e Violent Femmes. Ele também foi um membro proeminente da orquestra punk cabaret da cidade de Nova York, chamada de The World / Inferno Friendship Society. 
Conhecido por seu estilo enérgico e expressivo na bateria, Viglione se associou a grupos musicais ecléticos e teatrais. Multi-instrumentalista, também toca guitarra, baixo, contrabaixo e canta em muitos trabalhos colaborativos e autorais. Mudou-se de Nova Iorque para Los Angeles em 2019.

## História
Brian Viglione foi apresentado ao mundo da bateria por seu pai aos 5 anos numa noite de natal. Seu interesse se escalou rapidamente quando o rock virou sua paixão e foco primário. Um momento crucial na sua história ocorreu em 1990, quando seu pai o apresentou Elvin Jones. Daí em diante, testemunhou em primeira a obra do baterista que se tornaria sua principal inspiração. Aos dezesseis anos, começou a participar de shows com bandas locais em New England antes de se mudar para Boston. Lá, continuou a participar de shows com bandas locais e gradualmente ganhar importância.

## Carreira

### The Dresden Dolls
Numa festa de halloween em outubro de 2000, Viglione conheceu Amanda Palmer. Juntos, formaram o grupo musical The Dresden Dolls, uma dupla baseada em Boston e focada em melodias com teclados e baterias. Além de baterias, no entanto, Brian Viglione também toca guitarra e baixo em muitas das músicas da banda, incluindo o primeiro single do álbum “Yes, Virginia...”, “Sing”, de 2006. Também vocaliza em algumas canções, mais notavelmente na versão de "Pierre" contida no DVD The Dresden Dolls: Live in Paradise.
Após um contrato com a Roadrunner Records em meados de 2004, a dupla relançou o álbum The Dresden Dolls, aclamado pela crítica, e fizeram o primeiro Billboard chart com a sequência de “Yes, Virginia...”.  A audiência da banda continuou a crescer a medida que se esgotaram nas bancas as unidades do álbum, apoiaram o grupo Nine Inch Nails e participaram de festivais mundialmente famosos, como Glastonbury, Download, Coachella e Reading e Leeds. 
Localmente, receberam inúmeros prêmios, tais como o Boston Music Awards e Boston Phoenix/FNX Best Music Poll. Em 2007, fizeram uma turnê acompanhando o True Colors Tour, com performance na Radio City Music Hall, em Manhattan, recebendo críticas e resenhas do The New York Times.